# Khadda
Khadda es un pueblo y nagar Panchayat situado en el distrito de Kushinagar en el estado de Uttar Pradesh (India). Su población es de 16117 habitantes (2011). 

## Demografía
Según el censo de 2011 la población de Khadda era de 16117 habitantes, de los cuales 8402 eran hombres y 7715 eran mujeres. Khadda tiene una tasa media de alfabetización del 69,89%, superior a la media estatal del 67,68%: la alfabetización masculina es del 77,79%, y la alfabetización femenina del 61,26%.